# Marchesato di Capestrano
Il marchesato di Capestrano fu un dominio feudale sviluppatosi a partire dalla seconda metà del XV secolo.

## Storia
Capestrano ha da sempre rivestito, sin dal XIII secolo, un ruolo di primo piano all'interno del Regno di Napoli poiché connessa, in virtù della sua posizione, al commercio della lana e dello zafferano.
Il primo documento ufficiale in cui viene citato il nome di Capestrano risale al 1284, allorquando Carlo I d'Angiò  donò il feudo a Riccardo d'Acquaviva, signore di San Valentino in Abruzzo Citeriore. Nel 1318, per volontà di Carlo III di Napoli, passò a Pietro di Celano e dal 1382 inglobò la vicina baronia di Carapelle. In questo periodo storico, unitamente alla baronia di Carapelle (ugualmente controllata dai conti dei Marsi) e alla contea di Popoli dei Cantelmo, Capestrano costituiva la terra più importante dell'intera contea di Celano.
Nel 1463 buona parte del territorio costituente la contea di Celano passò nelle mani dei potenti Piccolomini Todeschini, che consolidarono l'importanza strategica del feudo promuovendo la risistemazione del già esistente castello; tale maniero era stato eretto dal conte di Celano Lionello Accrocciamuro nella prima metà del '400; il castello costituì una fondamentale roccaforte degli Aragonesi durante la congiura dei baroni e fu baluardo difensivo per i Piccolomini quando si difesero dal tentativo di riconquista della contea da parte di Ruggerone, figlio di Lionello Accrocciamuro. Nel 1498, un contingente di 200 soldati aquilani, guidato da Lodovico Franchi e spedito a Capestrano in aiuto degli aragonesi per volontà della Camera aquilana, costrinse alla resa gli Accrocciamuro. Negli anni seguenti, alcuni contingenti francesi conquistarono il feudo che, tuttavia, tornò sempre nelle mani dei Piccolomini.
Alla metà del XVI secolo, grazie alla sua vivace economia, Capestrano forniva alla famiglia una rendita di 3 572 ducati, di gran lunga superiore a quella degli altri feudi della contea che nel complesso generava una rendita di 15 589 ducati. L'ultima erede dei Piccolomini, Costanza, indebitatasi per la costruzione della basilica di Sant'Andrea della Valle, nel 1579 decise quindi di cedere le terre di Carapelle e Capestrano al granduca di Toscana Francesco I de' Medici per un importo complessivo di 106 000 scudi.
Acquisito il feudo, nel 1583 Francesco chiese e ottenne il passaggio del titolo in favore di don Antonio, suo figlio illegittimo e avversario di Ferdinando I de' Medici all'interno della casata. Nel 1584, infine, Filippo II di Spagna elevò Capestrano al rango di Principato.

## Territorio
Il marchesato di Capestrano aveva giurisdizione dei seguenti territori:
- Terre di Capestrano
  - Capestrano;
  - Castel del Monte;
  - Ofena;
- Baronia di Carapelle (dal 1382)
  - Carapelle;
  - Castelvecchio;
  - Rocca Calascio;
  - Santo Stefano di Sessanio.